# خط طول 154° غرب
خط طول 154° غرب هو أحد خطوط الطول الجغرافية، والتي تمتد من القطب الشمالي الجغرافي إلى القطب الجنوبي الجغرافي، وحسب التحويل الزمني يتأخر خط طول 154° غرب عن خط غرينتش بـ10 ساعة و16 دقيقة.

## من القطب إلى القطب
ينطلق خط طول 154° غرب من القطب الشمالي نحو القطب الجنوبي مرورا بالمناطق التي ترد في الجدول التالي:
| الإحداثيات                           | البلد أو الإقليم أو البحر | ملاحظات                                                                     |
| ------------------------------------ | ------------------------- | --------------------------------------------------------------------------- |
| 90°0′N 154°0′W / 90.000°N 154.000°W  | المحيط المتجمد الشمالي    |                                                                             |
| 71°45′N 154°0′W / 71.750°N 154.000°W | بحر بيوفورت               |                                                                             |
| 70°50′N 154°0′W / 70.833°N 154.000°W | الولايات المتحدة          | ألاسكا                                                                      |
| 59°21′N 154°0′W / 59.350°N 154.000°W | Kamishak Bay              |                                                                             |
| 59°4′N 154°0′W / 59.067°N 154.000°W  | الولايات المتحدة          | ألاسكا                                                                      |
| 58°29′N 154°0′W / 58.483°N 154.000°W | Shelikof Strait           |                                                                             |
| 57°39′N 154°0′W / 57.650°N 154.000°W | الولايات المتحدة          | ألاسكا — جزيرة كودياك                                                       |
| 56°44′N 154°0′W / 56.733°N 154.000°W | المحيط الهادئ             |                                                                             |
| 56°33′N 154°0′W / 56.550°N 154.000°W | الولايات المتحدة          | ألاسكا — Sitkinak Island                                                    |
| 56°30′N 154°0′W / 56.500°N 154.000°W | المحيط الهادئ             | مرورا بغرب ماوبيها atoll, تاهيتي (في 16°48′S 153°59′W / 16.800°S 153.983°W) |
| 60°0′S 154°0′W / 60.000°S 154.000°W  | المحيط الجنوبي            |                                                                             |
| 77°7′S 154°0′W / 77.117°S 154.000°W  | القارة القطبية الجنوبية   | منطقة روس، المطالب الإقليمية بالقارة القطبية الجنوبية by نيوزيلندا          |